# شهرستان سویچوان
شهرستان سویچوان (به لاتین: Suichuan County) یک شهرستان‌های جمهوری خلق چین در چین است که در ژی ان واقع شده‌است.